# Llista de l'art públic de Barcelona
Llista de l'art públic de Barcelona inclòs en el catàleg raonat d'art públic editat per l'Ajuntament de Barcelona i la Universitat de Barcelona. Inclou les manifestacions de decòrum o de memòria de la ciutat, les escultures i d'altres peces artístiques situades o visibles des de l'espai públic.
En total són 2.461 obres que inclouen 1.497 conjunts de diferents períodes de la història de la ciutat. El catàleg té un contingut cultural sense ser una figura de protecció legal, encara que algunes obres poden estar incloses en catàlegs de protecció (vegeu la llista de monuments de Barcelona).

Districtes de Barcelona

La llista es divideix en llistes per districtes més altres llistes de temàtica específica:
- Llista de l'art públic de Ciutat Vella de Barcelona
  - Llista de l'art públic de Ciutat Vella (est)
  - Llista de l'art públic de Ciutat Vella (oest)
- Llista de l'art públic de l'Eixample de Barcelona
- Llista de l'art públic de Sants-Montjuïc
- Llista de l'art públic de les Corts
- Llista de l'art públic de Sarrià - Sant Gervasi
- Llista de l'art públic de Gràcia
- Llista de l'art públic d'Horta-Guinardó
- Llista de l'art públic de Nou Barris
- Llista de l'art públic del districte de Sant Andreu
- Llista de l'art públic del districte de Sant Martí
- Llista de plaques commemoratives de Barcelona (Ciutat Vella)
- Llista de plaques commemoratives de Barcelona (Eixample)
- Llista de plaques commemoratives de Barcelona (districtes 3 a 10)
- Llista d'arbres de la memòria de Barcelona

A més, el catàleg incorpora alguna obra situada fora del municipi de Barcelona i alguna de repartida per diferents districtes:
| Títol                                                          | Descripció                                     | Autor/Data | Material                           | Localització | Codi          | Imatge |
| -------------------------------------------------------------- | ---------------------------------------------- | --- | ---------------------------------- | --- | ------------- | --- |
| Camins de llibertat, Al vent                                   |                                                | Escultor: Andreu Alfaro, signada en placa Arquitectes: Francesc Mitjans, Santiago Balcells 1965, tercera versió d'una obra de 1963, col·locada 1967, retirada 2007, emplaçament actual 2009 | acer patinat                       | Originalment a l'av. Diagonal amb c. de Balmes, ara a Sant Cugat del Vallès 41° 28′ 10″ N, 2° 04′ 39″ E / 41.469581°N,2.077552°E        | 08019/2039-1  | Camins de llibertat (Andreu Alfaro) · Vegeu més fotos d'aquesta obra · Carregueu una nova foto d'aquesta obra |
| Record d'un mal son                                            |                                                | Escultor: Joan Brossa realitzada el 1989, col·locada a la Mina el 1992, retirada, col·locada el 1996 a la Biblioteca Popular de St. Adrià                                                   | marbre blanc, bronze i objectes    | Ctra. de Mataró, 124 -Museu de la Història de la Immigració-, Sant Adrià del Besòs 41° 25′ 42″ N, 2° 12′ 44″ E / 41.428202°N,2.212342°E | 08019/13000-1 | Es creu que no es poden fer fotos lliures d'aquesta obra                                                      |
| Mural Barcelona                                                |                                                | Disseny: Joan Miró, signada, amb la col·laboració de Josep Llorens Artigas 1970 | ceràmica                           | Aeroport de Barcelona, el Prat de Llobregat 41° 18′ 12″ N, 2° 04′ 37″ E / 41.303280°N,2.076951°E                                        | 08019/13001-1 | Mural Barcelona · Carregueu una nova foto d'aquesta obra                                                      |
| Els monuments efímers de la immediata postguerra (desaparegut) |                                                | 1939 |                                    | Diversos emplaçaments | 08019/1991-1  | Carregueu una nova foto d'aquesta obra                                                                        |
| Penell Barcelona                                               | 15 penells distribuïts en parcs i horts urbans | Escultor: Lluís Ventós 1994, 2005 | ferro forjat i oxidació controlada | Diversos emplaçaments | 08019/2060-1  | Penell Barcelona (Lluís Ventós) · Carregueu una nova foto d'aquesta obra                                      |